# Marcia C. Schenck
Marcia C. Schenck (* 1986 in Wuppertal) ist eine deutsche Historikerin und Hochschullehrerin.

## Leben
Marcia Schenck studierte internationale Beziehungen am Mount Holyoke College. Sie machte einen Master in Afrikastudien an der University of Oxford und promovierte 2017 an der Princeton University in Geschichte. Nach ihrem Postdoc am Internationalen Graduiertenkolleg „Arbeit und Lebenslauf in globalgeschichtlicher Pespektive“ an der Humboldt-Universität zu Berlin wurde sie 2020 Professorin für Globalgeschichte an der Universität Potsdam. Dort ist sie Teil der 7-köpfigen Jury, die den von der Friede Springer Stiftung finanzierten „Voltaire-Preis für Toleranz“ vergibt.
Mit ihrem Buch Von Luanda bis Maputo nach Ost-Berlin legte Schenck die erste Monografie vor, die sich mit den Erfahrungen von afrikanischen Vertragsarbeitern in der DDR aus ihrer eigenen Sicht befasst: Für dieses Buch hat sie 260 lebensgeschichtliche Interviews mit ehemaligen Vertragsarbeitern geführt. Das Vorwort zu ihrem Buch schrieb Katharina Warda. Schenck ist Mitglied einer Forschungsgruppe über Kulturen illegitimer militärischer Gewalt. Die Forschergruppe untersucht, auf welche Weise und in welchem Ausmaß sich von der Frühen Neuzeit bis hin zur Zeitgeschichte spezifische militärische Gewaltkulturen in den regulären Armeen der europäischen Großmächte ausbildeten. Gemeinsam mit Sönke Neitzel leitet sie das Teilprojekt „Militärische Gewaltkulturen von britischen und Commonwealth-Streitkräften während des Ersten und Zweiten Weltkrieges (1914–1945)“. An der Universität Potsdam ist sie zudem Teil des Graduiertenkollegs minor cosmopolitanisms. Außerdem arbeitet Schenck mit Jeremy Adelman und dem Global History Lab in Princeton zusammen, um Flüchtlingen und Lernenden aus Gastländern auf der ganzen Welt den Zugang zu geisteswissenschaftlicher Hochschulbildung zu ermöglichen.
Sie äußert sich auch in den Medien zu ihren Forschungsthemen, zum Beispiel in der Wochenzeitung Die Zeit oder Radio Corax.

## Auszeichnungen
2023 wurde Schenck für ihr Global History Dialogues Projekt mit dem YERUN Open Science Award ausgezeichnet.

## Veröffentlichungen

### Als Autorin
- Remembering African Labor Migration to the Second World: Socialist Mobilities between Angola, Mozambique, and East Germany. Cham: Palgrave Macmillan, 2023.
  - Von Luanda bis Maputo nach Ost-Berlin: Erinnerungen afrikanischer Werktätiger an die DDR, übersetzt von Joe Paul Kroll, Ch. Links, 2025, ISBN 978-3-96289-231-9

### Als Herausgeberin
- Border-Crossing. Potsdam: Potsdam University Press, 2024. Open Access.
- The Right to Research: Historical Narratives by Refugee & Global South Researchers. Mit Kate Reed. Refugee and Forced Migration Studies Series. Montreal & Kingston, London, Chicago: McGill-Queen’s University Press, 2023.
- Rethinking Refuge: Processes of Refuge Seeking in Africa. Gastredaktion mit George N. Njung für die Zeitschrift Africa Today, 69 Nr. 1–2, 2022.
- Navigating Socialist Encounters: Moorings and (Dis)Entanglements between Africa and East Germany during the Cold War. Mit Eric Burton, Anne Dietrich und Immanuel Harisch. Africa in Global History Series. Berlin: De Gruyter, 2021. Open Access.